# Талергоф

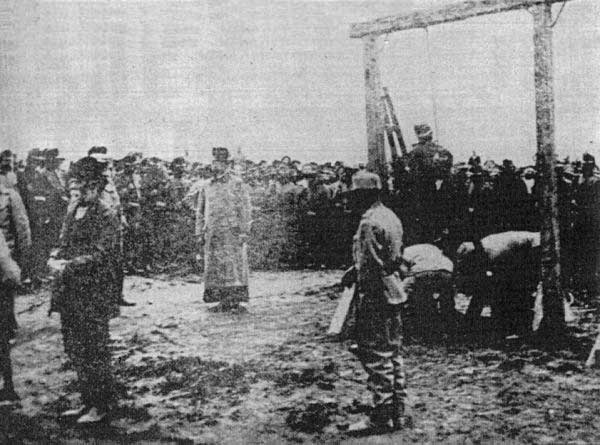
Цю фотографію найчастіше співвідносять з Талергофом. В дійсності її було зроблено на Східному фронті (причому з різних ракурсів, оригінал знаходиться у Військовому архіві у Празі), і вона фіксує випадок військового свавілля.

Талергоф, (нім. Interniertenlager Thalerhof, 4 вересня 1914 — 10 травня 1917 рр.) — концентраційний табір, один із перших у Європі у XX столітті, закладений австро-угорською владою 4 вересня 1914 р. на початку Першої світової війни, в піщаній долині, біля підніжжя Альп у районі м. Граца (Штирія).
Сюди депортували громадян Австро-Угорської імперії, переважно українців-москвофілів, які були жителями Галичини та Буковини і симпатизували Російській імперії. Також потрапляли й національно свідомі українці, православні священники; щодо звільнення доктора Василя Маковського клопотав Митрополит Андрей Шептицький.

## Історія табору
Першу партію галичан та буковинців-«русофілів» депортували в Талергоф солдати Грацького полку 4 вересня 1914 року.

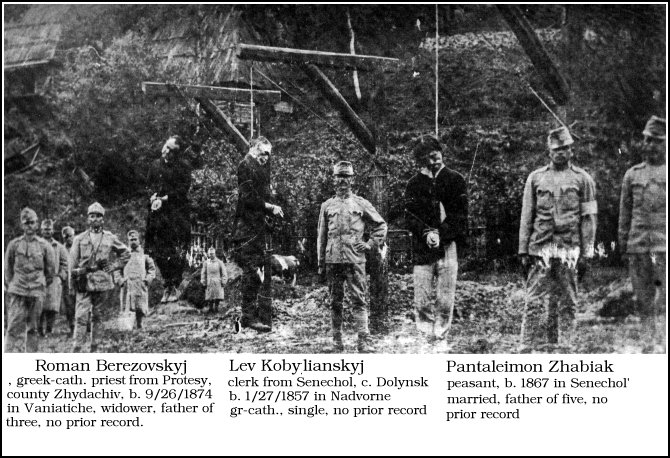
Дану світлину, на котрій австро-угорські військовослужбовці позують на фоні повішених священника Романа Березовського (до речі, українофіла), Льва Кобилянського та Пантелеймона Жабяка, часто помилково вказують як фото жертв Талергофу. Насправді, ці троє були страчені за рішенням виїзної комісії львівського суду 30 серпня 1914 року в Мукачеві, ставши жертвами військового свавілля, а не «геноциду русофілів».

До зими 1915 р. в Талергофі не було бараків, люди лежали на землі без даху над головою в дощ і морози. На початку війни з Росією військова влада Австро-Угорщини під враженням невдач на фронті та в атмосфері воєнного психозу й терору (десятки українців повішено), інтернувала до табору жителів Галичини та Буковини. До арештів спричинилася адміністративна влада, що в Галичині була майже повністю в руках поляків, на Буковині — румунів, які використали нагоду для ослаблення українського руху. Тому в Талергофі, крім осіб москвофільської орієнтації, потрапило чимало національно свідомих українців, причому доказом цього слугували знайдені у них російськомовні книги, такі як «байки харківські» Григорія Сковороди, «Наймичка», «Повесть о безродном Петрусе» Тараса Шевченка і т.д.
У офіційному рапорті Шлеера від 9 листопада 1914 року повідомлялося, що у Талергофі в той час перебувало з 5700 русофілів, з них близько 1,915 особи були лемками, зі 151 селища на Лемківщині.
У листопаді 1916 — 2 717 (зокрема 85 % українців; 76 % селян, 7 % греко-католицьких священників); від 1914 до 1916 зареєстровано 14 000 в'язнів. Суворий режим, сваволя адміністрації, голод і нестерпні санітарні умови (епідемія плямистого тифу) спричинили велику смертність серед в'язнів (зареєстровано 1 767 смертей; насправді їх було більше; лише між 17 січня і 31 березня 1915 померло 524 особи). Табір був закритий 10 травня 1917 року під тиском світової громадськості після смерті Франца Йосифа останнім австро-угорським імператором Карлом I.
По війні москвофільські кола в Галичині створили культ мартирології москвофілів у Талергофі («Талергофські з'їзди» 1928 і 1934, «Талергофські збірники», як символ народних страждань та стійкості його було відображено у низці літературних творів того часу — «Блудные огни» Юліяна Яворського, поема «Талергоф» Івана Федоріва-Федорички тощо).

## Відомі в'язні
- Антоневич Микола
- Ваврик Василь
- Жигмонт Лянґ
- Качмарчик Ярослав
- Сандович Максим

## Перепоховання жертв
Останки загиблих в'язнів було перепоховано на цвинтарі міста Фельдкірхен-бай-Грац, оскільки на попередньому місці поховання та розташування табору збудовано аеропорт «Грац».

Каплиця на місцевому цвинтарі на честь загиблих в'язнів концтабору Талергоф
Меморіальна дошка від земляків із Лемківщини
Меморіальна дошка на 90-ті роковини
Список загиблих